# フィーバースター・ウォーズ ダース・ベイダー降臨
フィーバースター・ウォーズ ダース・ベイダー降臨は、2008年11月にSANKYOが発売した、2004年登場の「フィーバースター・ウォーズ」の続編となるパチンコ機のシリーズ名。

CRフィーバースター・ウォーズ ダース・ベイダー降臨とCRフィーバースター・ウォーズ ダース・ベイダー降臨 Light Ver.の2機種がある。

## 概要
液晶型のデジパチ。ハリウッドの巨匠、ジョージ・ルーカスによって手掛けられたスペースオペラの超大作スター･ウォーズとのタイアップ機として発売された「フィーバースター・ウォーズ」の後継機として登場。

前作では第1作目に相当する「エピソード4」から「エピソード6」までの作品が盛り込まれていたが、本機では「エピソード1」から「エピソード6」のシリーズ全6作が全て収録されており、予告演出やリーチアクションに各エピソードの実写が盛り込まれている。

様々な役モノを搭載しており、信頼度などを示唆する演出で作動したり、大当たりに直結する重要な場面で作動する役モノもある。当時のSANKYOの激アツ柄として採用されていたサクラ柄も本機では重要な役割を担っており、様々な演出で登場する。R2-D2やC-3PO、ダース･ベイダーなどの主要キャラクターもサクラ柄で出現することがある。

1〜9まである大当たり図柄のうち、奇数図柄が確変図柄となっており、偶数図柄が通常図柄となっている。突然確変と潜伏確変を搭載しており、通常時の確変占有割合は高めである。

大当たり図柄は2種類用意されており、突確当選時に移行する「ベイダーモード」に突入すると、図柄が専用のものに切り替わる。

ミドルスペック1機種と甘デジ1機種の計2機種がシリーズ機として発売された。

## スペック
- CRフィーバースター・ウォーズ ダース・ベイダー降臨[1][2]
  - 賞球数 3&10&13
  - 大当たり最高継続 15R（9カウント）
  - 大当たり確率 1/346.8
  - 確変中大当たり確率　1/34.7
  - 確変継続率　65%
  - 確変期間　次回大当たりまで
  - 時短システム　全ての大当たり終了後　100回転
- CRフィーバースター・ウォーズ ダース・ベイダー降臨 Light Ver.
  - 賞球数 3&10&15
  - 大当たり最高継続 15R（9カウント）
  - 大当たり確率 1/126.5
  - 確変中大当たり確率　1/18.1
  - 確変継続率　58%
  - 確変期間　次回大当たりまで
  - 時短システム　全ての大当たり終了後　30回転

## 図柄
通常時大当たり図柄
- 1 - オビ=ワン･ケノービ
- 2 - ジャンゴ･フェット
- 3 - パドメ･アミダラ
- 4 - ダース･モール
- 5 - ヨーダ
- 6 - グリーバス将軍
- 7 - アナキン･スカイウォーカー
- 8 - ダース･シディアス
- 9 - R2-D2/C-3PO

ベイダー･モード時大当たり図柄
- 1 - ハン･ソロ
- 2 - ボバ･フェット
- 3 - ルーク･スカイウォーカー
- 4 - ストームトルーパー
- 5 - ヨーダ
- 6 - ジャバ･ザ･ハット
- 7 - ダース･ベイダー
- 8 - ダース･シディアス
- 9 - チューバッカ

## 演出
2大役モノ予告
- セーバーフラッシュ予告

左右図柄がテンパイし、シャッターが開いた直後が発生タイミングとなっており、最初にセーバーの柄が揺れた後、セーバー全体が激しい光を放つことで信頼度が一気にアップする。
振動だけで終わってしまうパターンもあり、その場合の信頼度はチャンスアップ程度となっている。
フラッシュする色が赤以外なら確変大当たりが確定のプレミアムパターンとなる。
- ベイダー降臨予告

回転中やリーチ中、さらにはリーチがハズれた後など、様々なタイミングで発生することがある予告。お馴染みのテーマソングが鳴り響く中、巨大なベイダーの黒いマスクが画面上からゆっくり姿を現す。
ベイダー降臨予告が発生すると、実写バトルリーチが確定となる。

予告アクション
本機には先読み予告と、疑似連予告が搭載されており、先読み予告から発展して大当たりとなるパターンも多い。
一度出現するだけで激アツとなるサクラ柄が、同一回転で2回以上出現した場合は、無条件で確変大当たりが確定する。確変中にサクラ柄が出現した場合は、連チャン（確変大当たり）が確定となる。
- パネルステップアップ予告

パネルが回転してステップアップしていく予告アクションで、最大5段階まで発展する。最終形で全画面になれば大チャンスである。
パネルステップアップは、「ドロイドを倒せ!」「ドロイド工場から脱出せよ!」「ジェダイ達、集結せよ!」「ベイダーへの道（実写）」「ベイダーへの道（キャラ）」「トルーパーを倒せ!」の全6種類のパターンがある。この中で、ベイダーへの道（実写）はアナキンモード限定の演出となっている。
パネルステップアップ予告にもサクラ柄が出現することがある。
- キャラステップアップ予告

キャラステップアップ予告は、「シス達を倒せ!」「R2-D2を救出しろ!」「スピーダー対決!」の3種類あり、それぞれ演出などが異なる。
スピーダー対決!が出現すると、ほぼステップ3へと発展し、リーチ発展が確定となる。その他2つのキャラステップアップ予告は、最大で4段階まで発展する。
- R2照射予告

R2-D2が照射する文字をC-3POが翻訳する予告アクション。文字の内容で信頼度が変化し、様々な予告やリーチ･ミッション等を示唆する。フレームがサクラ柄で出現した場合は、その時点で激アツとなる。
- R2ステップアップ予告

役モノのR2-D2が振動し液晶にエフェクトが出現する予告アクション。左→右→3つ同時とステップアップしていく。この時、サクラ柄を噴出させる激アツパターンもある。
- 会話予告

上段にウィンドウが現れた後、ボタンを押せば2つ目のウィンドウが下段に出現。会話予告は、キャラ→実写→大ウィンドウの順にチャンスアップとなり、白文字よりも赤文字の方がアツい。
1つ目のウィンドウが実写なら確変大当たり確定となる。
- スベリ予告

右図柄が一旦停止した後にエフェクトがかかり、図柄が変化してリーチに発展するアクション。図柄変化のスベリパターンは「モーフィングスベリ」「R2スベリ」「電流発生!」の3パターン存在しており、電流発生はチャンスパターンとなる。
図柄が停止した後、下にスベるパターンもあり、左右同時スベリが発生すると大チャンスとなる。
- ハイパースペース予告

変動開始時にボタンアイコンが出現すれば発生チャンス。ボタンを押した後、宇宙空間へワープすれば、助けを求めるアミダラが現れる。ワープ時間（連続回数）が長ければ長いほど大当たりの期待度がアップする。
ボタンが通常パターンよりも大きければ激アツとなる。
- 背景変化予告

変動開始時に背景が変化する予告アクションで、6種類ある基本背景から前回と同じ背景に切り替わった場合は大当たり確定となる。
基本背景の他に2種類の特殊背景があり、ムスタファー背景なら大チャンス、ベイダー名シーン背景が出現したら激アツとなる。
- イントロ予告

変動開始時にシャッターが閉まればイントロ予告の合図となる。お馴染みのテーマソングをバックに図柄が変化し、リーチが成立すればダイレクトにスーパーリーチへと発展する。
シャッターの色、曲、背景の色などで信頼度が変化する。サクラ柄出現やベイダーテーマが流れれば信頼度は大幅にアップする。
- 4分割予告

変動開始時、4分割されたシャッターが出現し、いずれかのシャッターが開けば対応したスーパーリーチに発展する。シャッターの色や表示されたリーチアクションの種類で信頼度が変化し、高信頼度の実写バトルリーチの数が多いほど大当たりの期待度がアップする。
ハズれた場合でも保留が減らずに連続すれば大チャンスとなる。
- 群予告

群予告はR2-D2群とイウォーク群の2種類のパターンが存在する。いずれが出現しても激アツで、イウォーク群は回転中とリーチ後に出現する。
カラフルなR2-D2群が出現したらプレミアムで、確変大当たりが確定する。
- リーチ時予告

アニメ図柄が変化したり、リーチ時のボイスが変化することがある。図柄は実写に変化したら信頼度が大幅にアップする。リーチ時ボイスは「チャンス!」「フォースを使え!」が発生するとチャンスアップとなる。
- ツルスベリ予告

保留2個以上で出現することがある先読み予告。通常は一斉に回り出す図柄が、左→中→右の順で回転を開始する。連続回数が重要で、4回続けば信頼度が大幅にアップし大チャンス演出となる。
- カウントダウン予告

保留先読み予告の1つで、R2-D2役モノが液晶に数字のホログラムを照射し、「3→2→1→GO!!」と段階的に発展していく。発生した時点でスーパーリーチが確定し、かつ大当たり信頼度も大幅にアップする激アツ予告となっている。
「GO!!」の代わりにスター･ウォーズのロゴが出現すれば、その時点で確変大当たりが確定する。
- メモリ予告

保留先読み予告。保留2個以上で出現することがある。通常は青玉で表示されるメモリーが赤玉やキャラの顔に変化する。ダース･ベイダー保留が最もアツい。
確変中に出現すれば確変確定となる。
- モード移行予告

保留2個以上で出現することがある、特殊背景のムスタファーへの移行煽りを繰り返すアクション。リーチにならないガセパターンも多いが、リーチに発展すれば大当たり信頼度の高い大チャンス演出となる。
時短中に発生すれば大当たり確定となる。
- ミニキャラ予告

背景に現れる様々なキャラなどで信頼度を示唆する予告アクション。赤いキャラ出現でチャンスアップとなる。
- 説明予告

液晶上部に現れるテロップでゲーム説明や、スター･ウォーズのストーリー説明などを行なう予告アクション。
- 図柄変化予告

変動開始時やリーチ時に図柄が変化するアクション。リーチ成立時に図柄が実写に変化すると信頼度が大幅にアップする。
- ジャギ連予告

最高8回まで連続する驚愕のアクション。通常よりも回転時間が短縮され、チャンス目が高速で連続していく。発生した時点で確変大当たりが確定するプレミアムアクションとなっている。
疑似連続の前兆として、液晶上部のロゴがフラッシュする予告もあり、ベイダー背景が出現すれば連続が確定する。
- チャンス目演出

3種類のチャンス目があり、ズレ目停止で疑似連発生のチャンスとなる。7が中央に停止した後にチャンス目が成立する「アナキンチャンス目」が発生した場合は、実写バトルリーチorベイダーモード移行のチャンスとなる。
「３･９･７」や「７･９･３」が停止した後にチャンス目が成立する「恋愛チャンス目」なら運命の愛リーチ発展やアナキンモード移行のチャンスとなる。
- シューティングチャンス

ボタン連打でプレイヤーが参加する予告アクション。隕石を破壊することができればスーパーリーチなどに発展する。導入時にファルコン号などが横切っていけばチャンスアップとなる。
- 三ツ星演出

飛んでいく星でリーチが決定する。星の大きさと組み合わせで期待度が変化する。宇宙船が青星と赤星の中間地点に向かうとルーレット演出へと発展する。
ルーク･レイア･ヨーダのいずれかが選ばれた場合は2Dバトルリーチorじゃんけんバトルリーチに発展し、ハン･ソロが選ばれた場合は、ファルコンアタックリーチorじゃんけんバトルリーチに発展する。

リーチアクション
左右図柄テンパイ→セーバーフラッシュ予告→ベイダー降臨予告→実写バトルリーチ、これが本機における最強パターンとなる。
実写バトルリーチへの発展パターンは様々であり、キャラリーチ･シリアスリーチ･チャンス目からも発展する。
- ノーマルリーチ

最もシンプルなリーチアクション。シャッター演出などからのスーパーリーチに発展することがある。
- C-3POリーチ

ノーマルリーチからシャッター演出を経由して発展するロングリーチの1つ。C-3POの頭と体が合体すれば大当たりとなる。
- ジャージャーリーチ

ノーマルリーチからシャッター演出を経由して発展するロングリーチの1つ。ダブルラインで展開するロングリーチで、ジャージャーの背景にあるエナジーボールが赤ならチャンスアップとなる。
- R2-D2リーチ

ノーマルリーチからシャッター演出を経由して発展するロングリーチの1つ。トリプルラインで展開するロングリーチで、R2-D2が図柄を照射しながら展開する。背景が赤ならチャンスアップとなる。
- 乙女の祈りリーチ

キャラリーチの1つで、パドメが祈りを捧げる演出で展開するリーチアクション。アミダラ女王が登場するパターンや、タイトル文字が赤色に変化するとチャンスアップとなる。
- フォース鍛錬リーチ

キャラリーチの1つで、ヨーダが活躍するリーチアクション。フォースを鍛錬する演出が展開される。フォースの色が赤色ならチャンスアップとなる。
- 怪力猛特訓リーチ

キャラリーチの1つで、怪力自慢のチューバッカが活躍するリーチアクション。ハン･ソロがカットインすればチャンスアップとなる。
- グリーバスリーチ

シリアスリーチの1つで、グリーバス将軍とオビ=ワンが対決する演出が展開される。SPに発展する時に出現する銃の色が赤ならチャンスアップとなる。
- ダース･モールリーチ

シリアスリーチの1つで、ダース･モールとオビ=ワンが対決する演出が展開される。SP発展後に実写やカットインが発生するとチャンスアップとなる。
- コロシアムリーチ

シリアスリーチの1つ。3種類あるシリアスリーチの中では最も期待度の高いリーチアクションで、SPに発展する可能性も高い。実写やカットインの発生でチャンスアップとなる。
- 2Dバトルリーチ

アニメキャラ系のリーチアクションで、「vsシディアス」「vsトルーパー」の2種類がある。対戦キャラをルークorレイアorハン･ソロの中から選択できるキャラ選択リーチとなっており、助っ人キャラ出現なら大チャンスとなる。
2種類のうちvsトルーパーに発展すると、大当たり信頼度も高く激アツパターンとなっている。
- 運命の愛リーチ

「3･9･7」「7･9･3」の恋愛チャンス目から発展する可能性のあるリーチで、アナキンとパドメの愛が実れば大当たりとなる。大当たり信頼度の高いリーチアクションの一つである。
- ファルコンアタックリーチ

ハン･ソロがファルコン号で様々なミッションに挑戦する、ボタン&ジョグ操作によるプレイヤー参加型リーチアクションとなっている。
「vsデストロイヤー」「vsデス･スター」の2パターン存在し、vsデス･スターに発展するほうがチャンスアップパターンとなる。
- デス･スターボウリングリーチ

変動開始時にデス･スターが出現すると発展するリーチで、ダース･ベイダーがボウリングに挑戦してストライクが出れば大当たりとなる。ボタンプッシュで参加するプレイヤー参加型リーチとなっており、大当たり信頼度は高い。
- じゃんけんバトルリーチ

突如始まるSANKYOでお馴染みのじゃんけんバトルリーチ。キャラを選択した後にカードを選択し、勝てば大当たりとなる。発展した時点で大当たり信頼度の高い激アツリーチの一つである。
- オビ=ワンvsジャンゴリーチ

実写バトルリーチの1つで、オビ=ワンとジャンゴ･フェットとの対決シーンがリーチ演出として描かれる。字幕が赤色ならチャンスで、オビ=ワンが勝てば大当たりとなる。
- ヨーダvsシディアスリーチ

実写バトルリーチの1つで、ヨーダとダース･シディアスとの戦いが展開する。字幕が赤色ならチャンスで、プレミアムキャラが出現することもある。
- アナキンvsドゥークーリーチ

実写バトルリーチの1つで、アナキン･スカイウォーカーとドゥークー伯爵が対決するシーンが展開される。他の実写バトルリーチ同様に字幕が赤色ならチャンスアップとなっている。
- ジェダイvsシスリーチ

実写バトルリーチの1つで、ジェダイvsシスの対決シーンで展開していく。実写バトルリーチの中で最も信頼度の高いリーチアクションとなっており、発展した時点で激アツである。
- ベイダー全回転

実写のダース･ベイダーが映し出されて全回転変動へと突入するリーチアクション。発生した時点で確変大当たり確定のプレミアムアクションとなっている。
- ロゴ突然当り

様々な場面から発生する可能性のある突発当たりで、ロゴが出現した後すぐに大当たり図柄が揃って停止する。発生した時点で確変大当たり確定のプレミアムアクションとなっている。
- CMリーチ

TVで放映されたCMがリーチアクションになっている。名シーンが流れ全回転変動が始まる。発生した時点で確変大当たり確定のプレミアムアクションとなっている。

モード移行システム
通常時は様々な惑星の背景を移行する。背景移行の通常モード以外に、小当たり当選時もしくは潜伏確変当選時に移行するモードや、確変中に突入するモード、時短突入時に当選するモードなど様々なモードを搭載している。
- ジャバカードモード

通常時に移行する特殊モードで、カードを選択してレイア姫を救出するミッションをクリアできれば大当たりとなる。
選択したカードの内容で期待度が変化し、ヒントが出るチャンスアップパターンもある。レイアカードを引けたら超激アツで、救出成功となる。
- アナキンモード

小当たりや突確に当選すると移行する可能性のあるモード。電サポは発生せず、潜伏確変中に再度突確に当選するとベイダーモードに移行する。
- ベイダーモード

突確に当選すると移行する確変確定のモードで、モード専用の図柄に切り替わる。電サポありの確変モードとなっている。
- スーパーチャンスタイム

確変図柄での大当たり後やラウンド中などの確変昇格で移行する確変モード。演出は通常時とほぼ同じものが展開される。
- チャンスタイム

通常図柄での大当たり後に移行する電サポありの時短モード。確変の可能性はない。

確変昇格アクション
ラウンド前昇格は、キャラが出現するキャラバージョンと、ボタンプッシュで変化するワープバージョンの2種類存在する。キャラバージョンは、出現するキャラが多いほど昇格の期待度が高くなる。サクラ柄の背景が出現した場合は昇格確定パターンとなる。
大当たりラウンド中にも昇格演出が搭載されており、武器を選択して氷の中からハン･ソロを救出する「ハン･ソロ救出大作戦!!」と、アナキン･スカイウォーカーがレースに勝利すれば昇格となる「ポッドレース対決」が13ラウンド目に発生することがある。
最終ラウンドの15ラウンド終了後にセーバーフラッシュが発生して昇格する逆転パターンも存在する。

大当たりラウンド
大当たりラウンド中はスター･ウォーズのエピソード1〜6までのストーリーが展開していく。見たいストーリーを選択できるようになっており、全30シーンが収録されている。